# Saison 2015 de l'équipe cycliste Veranclassic-Ekoï
La saison 2015 de l'équipe cycliste Veranclassic-Ekoï est la cinquième de cette équipe.

## Préparation de la saison 2015

### Arrivées et départs
| Arrivées              | Équipe 2014                 |
| --------------------- | --------------------------- |
| Edwig Cammaerts       | Cofidis                     |
| Robbe Casier          | Tieltse Rennersclub         |
| Niels De Rooze        | Josan-To Win                |
| David Desmecht        | EFC-Omega Pharma-Quick Step |
| Dirk Finders          | Josan-To Win                |
| Justin Jules          | La Pomme Marseille 13       |
| Antoine Leleu         | Color Code-Biowanze         |
| Martial Roman         | Entente Sud Gascogne        |
| Melvin Rullière       | SCO Dijon                   |
| Robin Stenuit         | Wallonie-Bruxelles          |
| Julien Van den Brande | Josan-To Win                |
| Thomas Vaubourzeix    | La Pomme Marseille 13       |

| Départs             | Équipe 2015             |
| ------------------- | ----------------------- |
| Giorgio Brambilla   | Retraite                |
| Gilles Devillers    | Ottignies-Perwez        |
| Darijus Džervus     | CCT-Champion System     |
| Denis Flahaut       | CCT-Champion System     |
| Tom Goovaerts       | CCT-Champion System     |
| Cameron Karwowski   | Avanti Racing           |
| Wouter Mol          | Join-S-De Rijke         |
| Rick Ottema         | Colba-Superano Ham      |
| Bob Schoonbroodt    | Parkhotel Valkenburg    |
| Hamish Schreurs     | Sojasun espoir-ACNC     |
| Joeri Stallaert     | Cibel                   |
| Frederik Vandewiele | Van Der Vurst-Hiko      |
| Kevin Verwaest      | Asfra Racing Oudenaarde |
| Sascha Weber        | CCT-Champion System     |

## Coureurs et encadrement technique

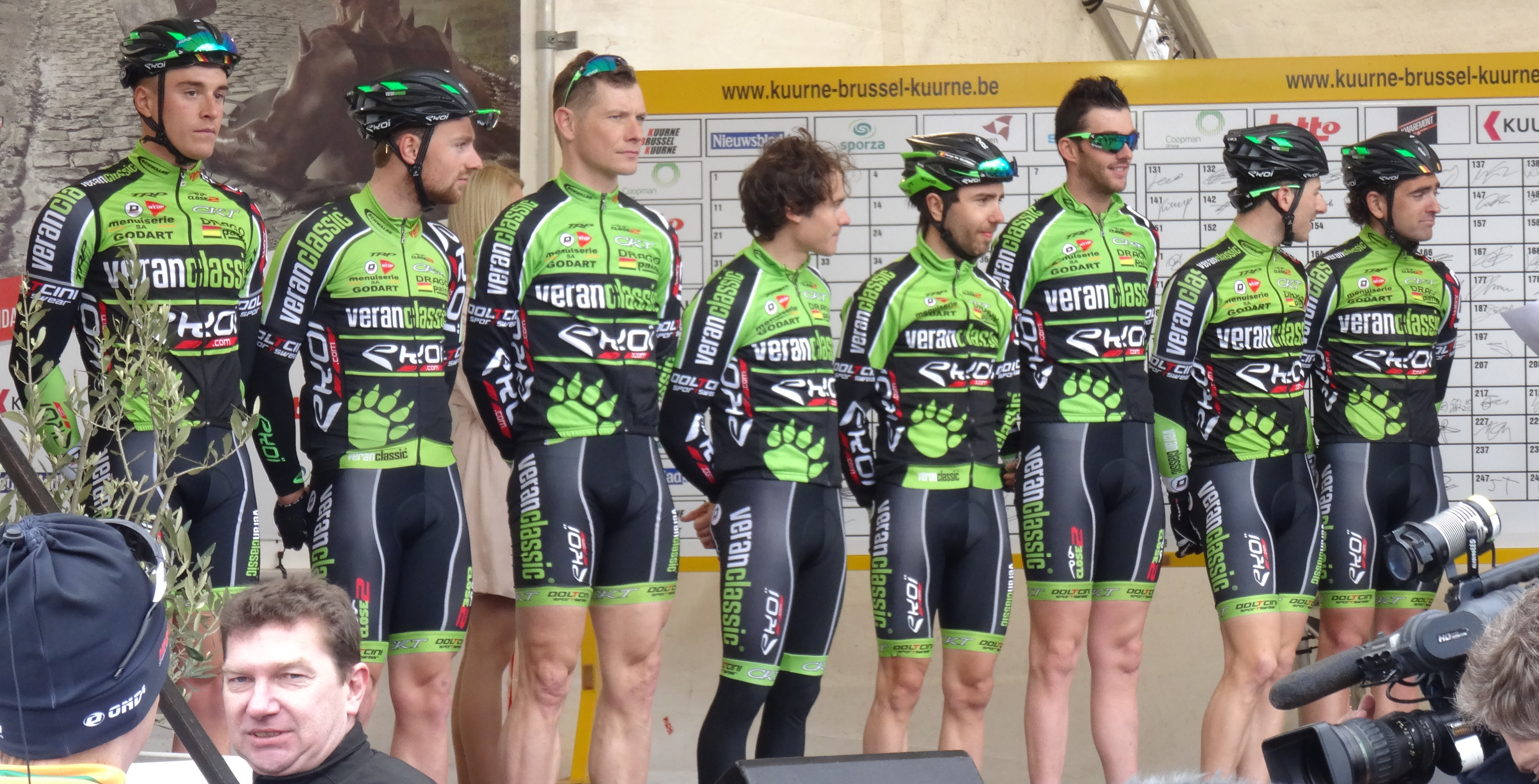
L'équipe lors de Kuurne-Bruxelles-Kuurne 2015.

### Effectif

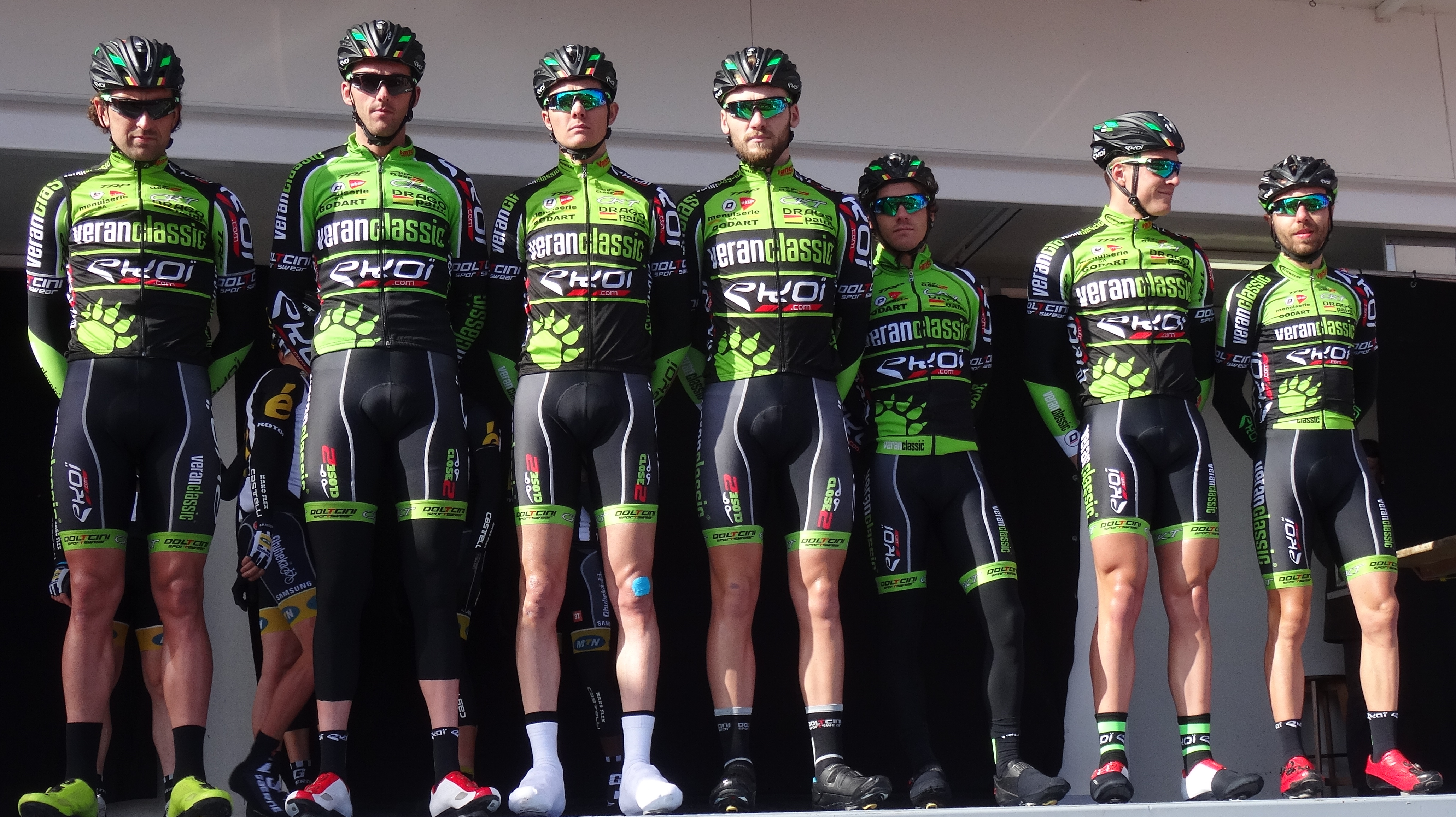
L'équipe lors du départ du Samyn 2015 à Quaregnon.

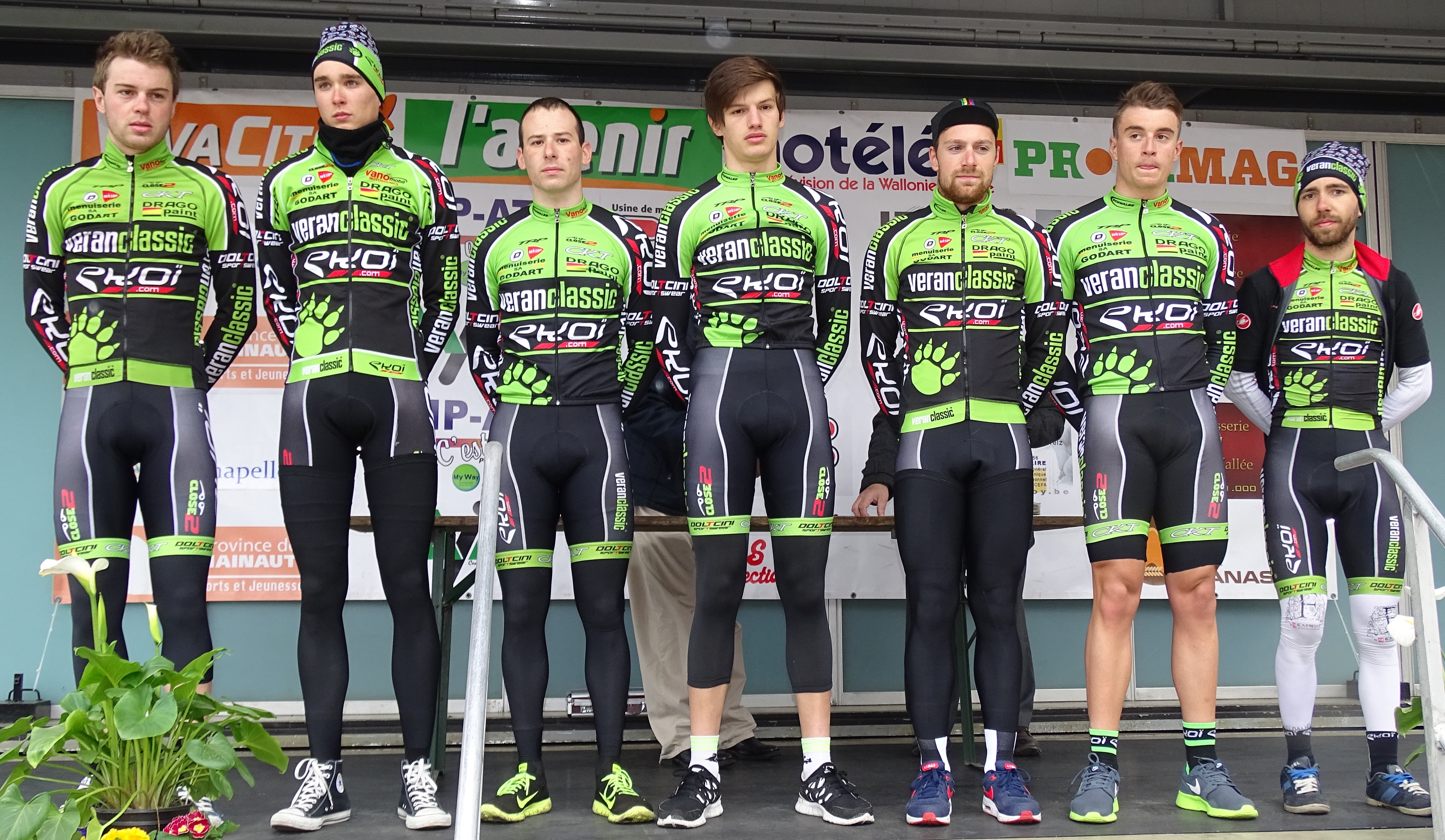
L'équipe lors du Triptyque des Monts et Châteaux 2015.

Portraits
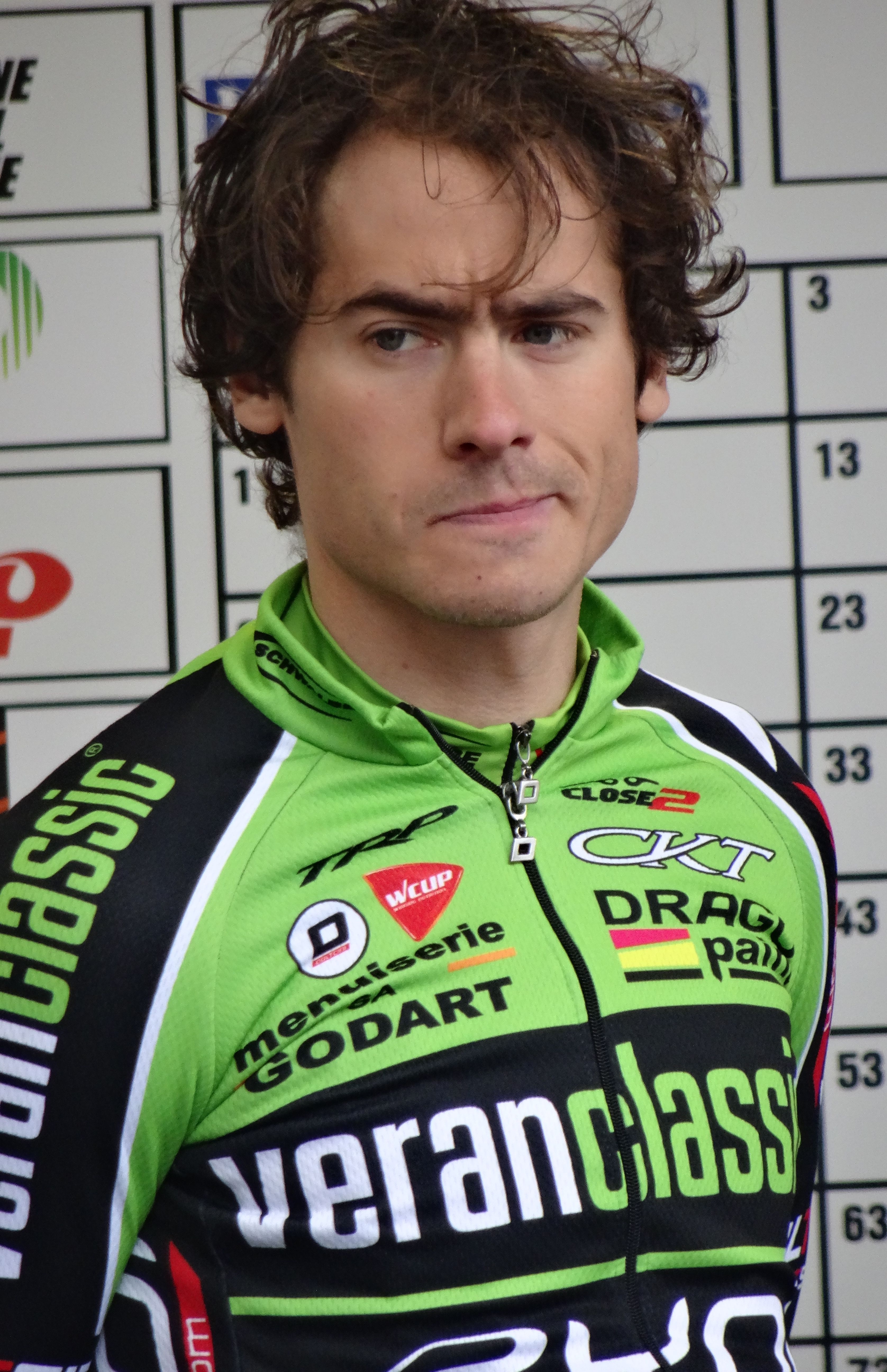
Justin Jules.

| Cycliste                  | Date de naissance  | Nationalité | Équipe 2014                     |  |
| ------------------------- | ------------------ | ----------- | ------------------------------- |  |
| Jonathan Breyne           | 4 janvier 1991     | Belgique    | Josan-To Win                    |  |
| Edwig Cammaerts           | 17 juillet 1987    | Belgique    | Cofidis                         |  |
| Robbe Casier              | 16 juillet 1996    | Belgique    | Tieltse Rennersclub             |  |
| Niels De Rooze            | 6 septembre 1992   | Belgique    | Josan-To Win                    |  |
| Julien Dechesne           | 10 avril 1991      | Belgique    | T.Palm-Pôle Continental Wallon  |  |
| David Desmecht            | 22 décembre 1992   | Belgique    | EFC-Omega Pharma-Quick Step     |  |
| Serge Dewortelaer         | 28 octobre 1991    | Belgique    | Veranclassic-Doltcini           |  |
| Dirk Finders              | 29 juillet 1985    | Allemagne   | Josan-To Win                    |  |
| Gorik Gardeyn             | 17 mars 1980       | Belgique    | Veranclassic-Doltcini           |  |
| Patrick Gaudy             | 9 mars 1977        | Belgique    | Veranclassic-Doltcini           |  |
| Jelle Goderis             | 24 mars 1991       | Belgique    | Terra Safety Shoes              |  |
| Justin Jules              | 20 septembre 1986  | France      | La Pomme Marseille 13           |  |
| Mathias Krigbaum          | 3 février 1995     | Danemark    | Globe-Siesta Homes Group        |  |
| Antoine Leleu             | 20 septembre 1993  | Belgique    | Color Code-Biowanze             |  |
| Paul-Mikaël Menthéour     | 21 juin 1989       | France      | VC Pays de Lorient              |  |
| Martial Roman             | 30 novembre 1987   | France      | Entente Sud Gascogne            |  |
| Sébastien Rosseler        | 15 juillet 1981    | Belgique    | Veranclassic-Doltcini           |  |
| Melvin Rullière           | 22 décembre 1989   | France      | SCO Dijon                       |  |
| Robin Stenuit             | 16 juin 1990       | Belgique    | Wallonie-Bruxelles              |  |
| Yu Takenouchi             | 1er septembre 1988 | Japon       | Veranclassic-Doltcini           |  |
| Francesco Van Coppernolle | 16 avril 1991      | Belgique    | Veranclassic-Doltcini           |  |
| Julien Van den Brande     | 6 janvier 1995     | Belgique    | Josan-To Win                    |  |
| Thomas Vaubourzeix        | 16 juin 1989       | France      | La Pomme Marseille 13           |  |
| Arnaud Voss               | 4 novembre 1992    | Belgique    | LC Tétange                      |  |
| Stagiaire                 | Date de naissance  | Nationalité | Équipe 2015                     |  |
| Waile Kahkahy             | 4 juin 1995        | Maroc       | Probikeshop Saint-Étienne Loire |  |
| Kenny Willems             | 27 octobre 1993    | Belgique    | Toekomstvrienden-Rock Werchter  |  |

- Portraits
- Justin Jules.

## Bilan de la saison

### Victoires
Sur route
| Date       | Course                                    | Pays     | Classe | Vainqueur     |
| ---------- | ----------------------------------------- | -------- | ------ | ------------- |
| 07/04/2015 | 5e étape du Tour du Maroc                 | Maroc    | 2.2    | Justin Jules  |
| 10/05/2015 | Grand Prix de la ville de Nogent-sur-Oise | France   | 1.2    | Robin Stenuit |
| 29/05/2015 | 1re étape du Tour de Gironde              | France   | 2.2    | Robin Stenuit |
| 07/06/2015 | Mémorial Philippe Van Coningsloo          | Belgique | 1.2    | Robin Stenuit |

En cyclo-cross
| Date       | Course                                   | Pays  | Classe | Vainqueur     |
| ---------- | ---------------------------------------- | ----- | ------ | ------------- |
| 28/11/2015 | Rapha Nobeyama Supercross #1, Minamimaki | Japon | C2     | Yu Takenouchi |
| 06/12/2015 | Championnat du Japon de cyclo-cross      | Japon | CN     | Yu Takenouchi |

Podiums
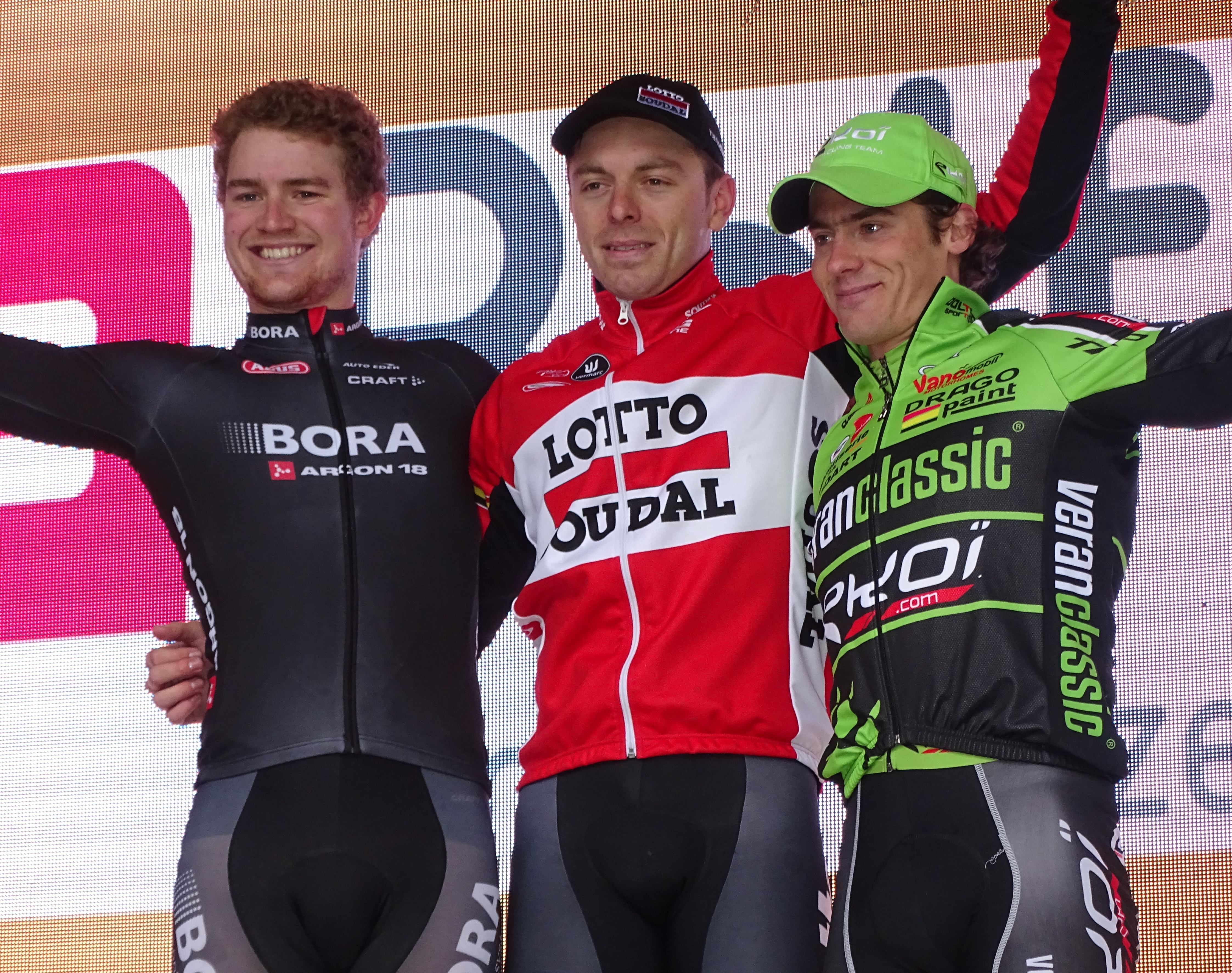
Podium de l'édition 2015 de la Nokere Koerse : Scott Thwaites (3e), Kris Boeckmans (1er) et Justin Jules (2e).
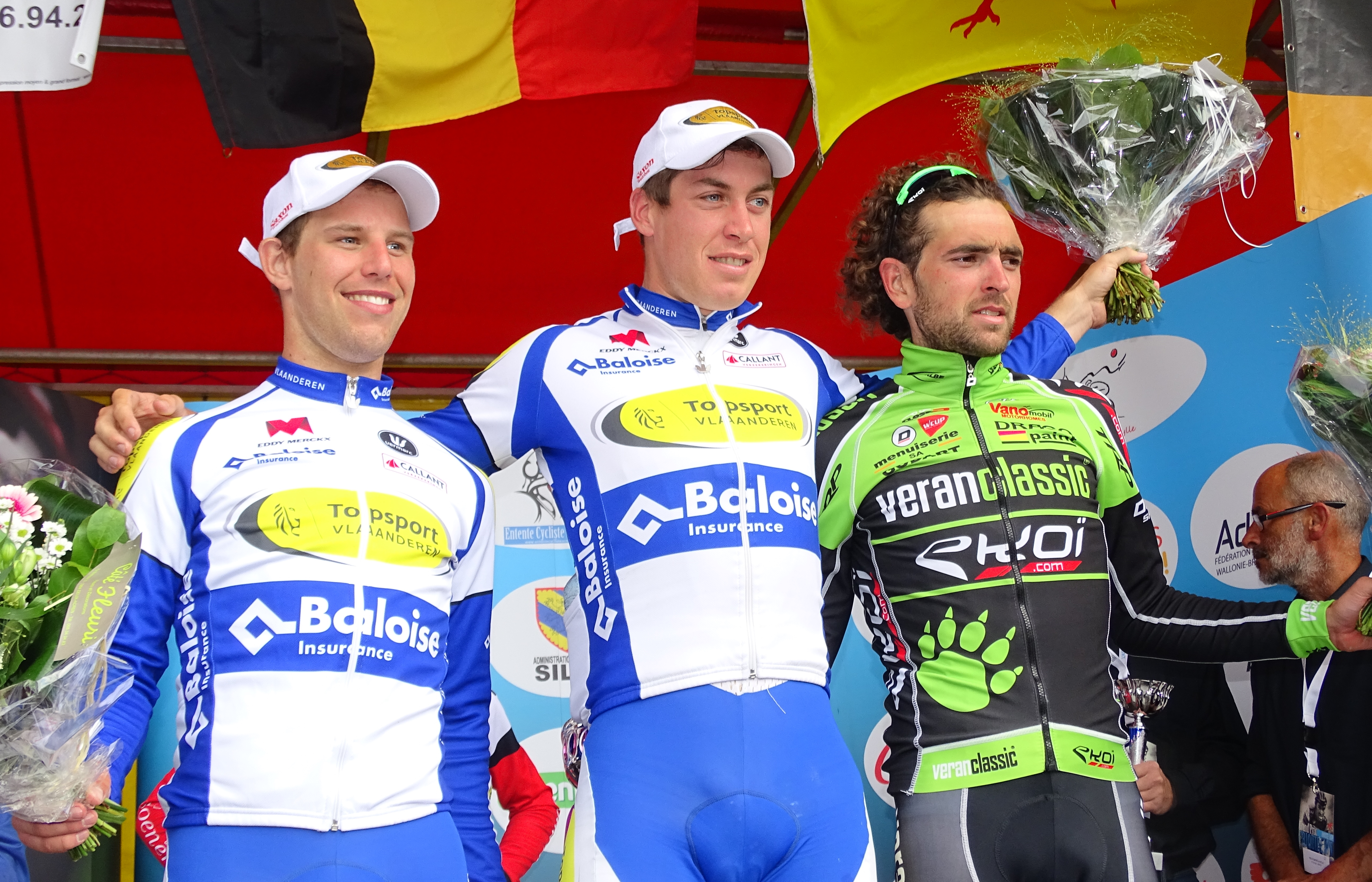
Podium de l'édition 2015 du Grand Prix Criquielion : Jef Van Meirhaeghe (2e), Jelle Wallays (1er) et Thomas Vaubourzeix (3e).
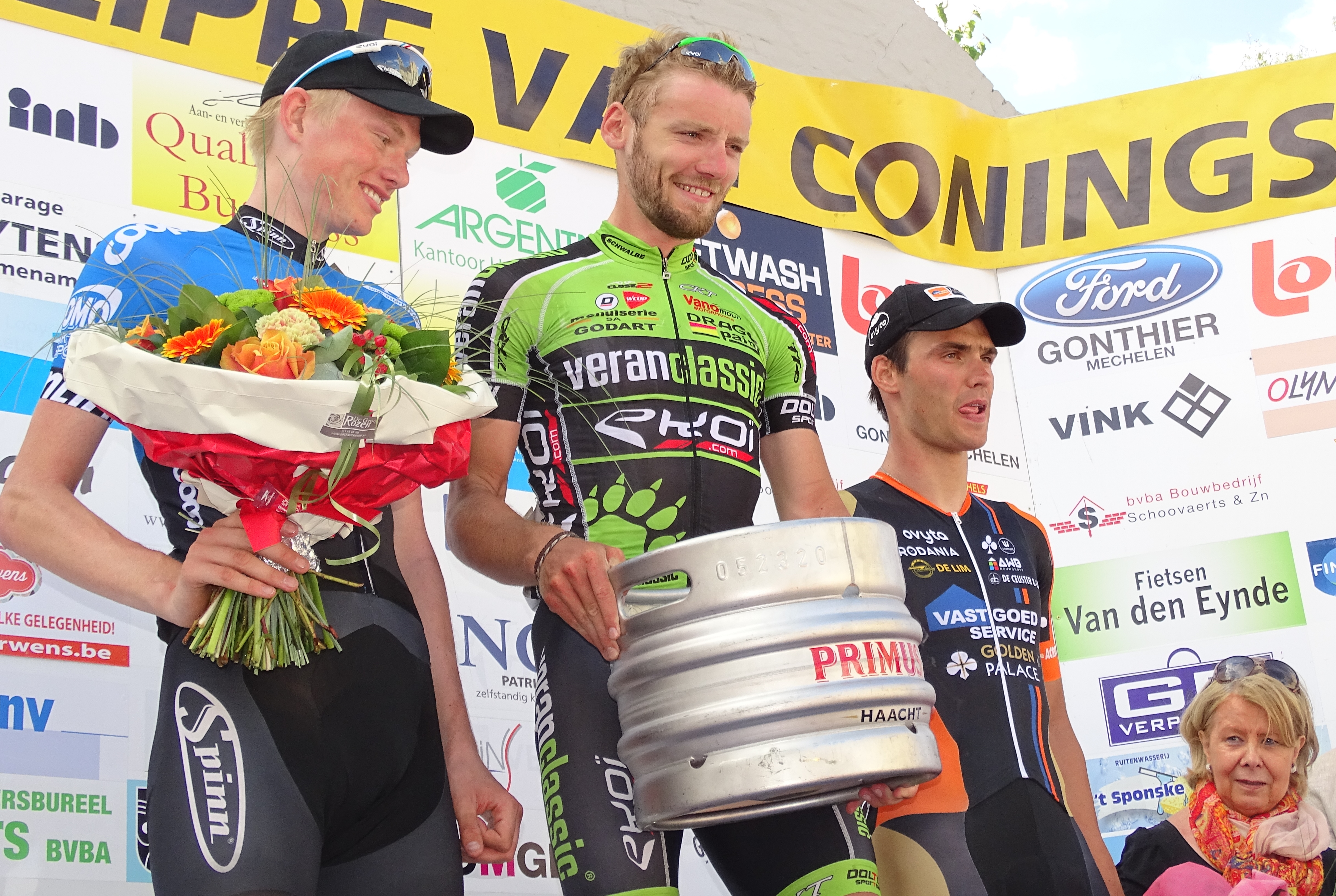
Podium de l'édition 2015 du Mémorial Philippe Van Coningsloo : Fredrik Strand Galta (2e), Robin Stenuit (1er) et Timothy Stevens (3e).
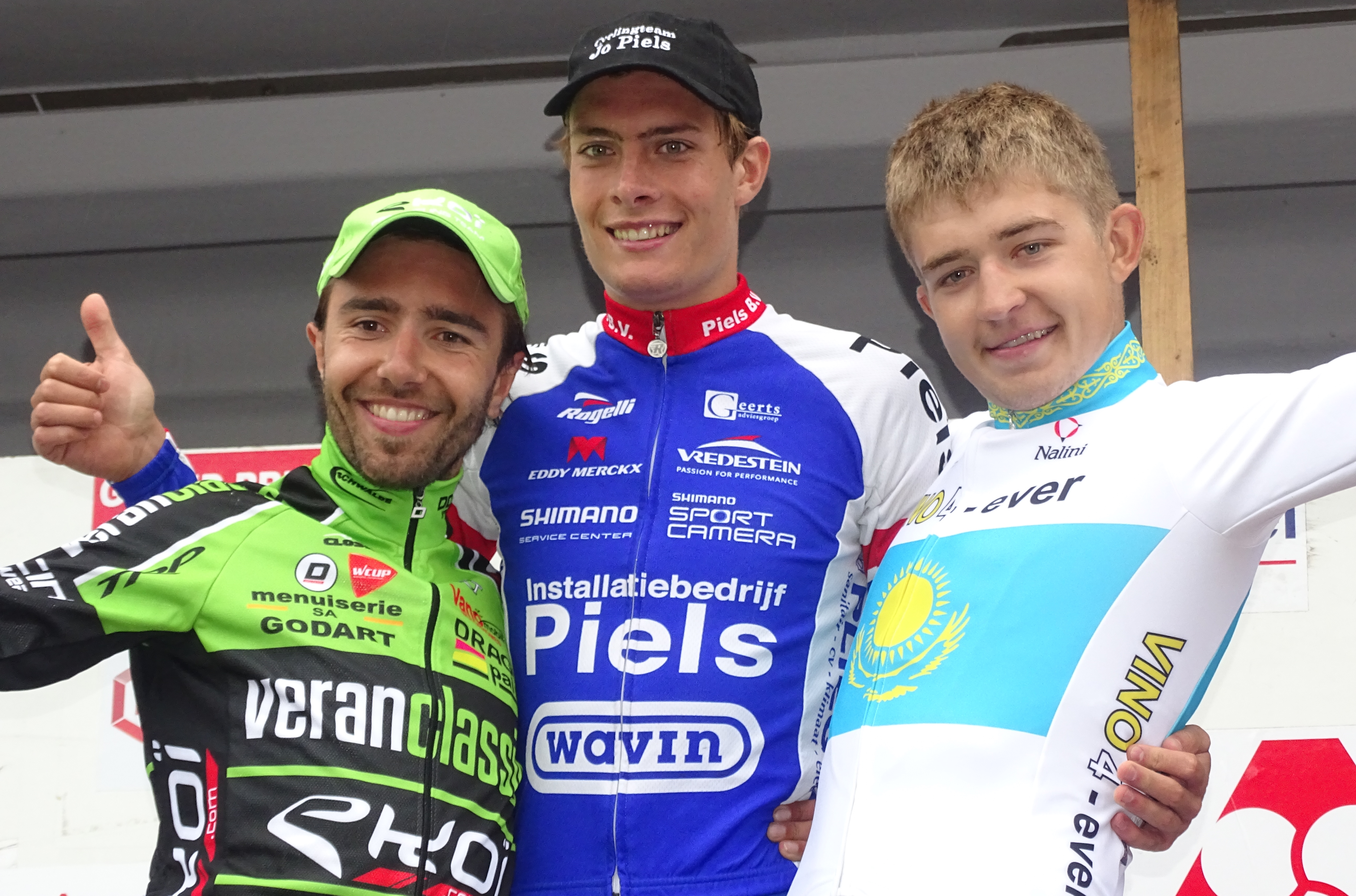
Podium de l'édition 2015 du Grand Prix des Marbriers : Serge Dewortelaer (2e), Tim Ariesen (1er) et Oleg Zemlyakov (3e).

### Classement UCI

#### UCI Africa Tour
L'équipe Veranclassic-Ekoï termine à la 10e place de l'Africa Tour avec 33 points. Ce total est obtenu par l'addition des points des huit meilleurs coureurs de l'équipe au classement individuel, cependant seul un coureur est classé,.
| Rang | Coureur      | Points |
| ---- | ------------ | ------ |
| 62   | Justin Jules | 33     |